# Bacolod-Kalawi
Bacolod-Kalawi (Bacalod Grande) ist eine philippinische Stadtgemeinde in der Provinz Lanao del Sur. Sie hat 20.841 Einwohner (Zensus 1. August 2015).

## Baranggays
Bacolod-Kalawi ist politisch in 26 Baranggays unterteilt.
| - Ampao - Bagoaingud - Balut - Barua - Buadiawani - Bubong - Dilabayan - Dipatuan - Daramoyod - Gandamato - Gurain - Ilian - Lama | - Liawao - Lumbaca-Ingud - Madanding - Orong - Pindolonan - Poblacion I - Poblacion II - Raya - Rorowan - Sugod - Tambo - Tuka I - Tuka II |